# Takehara Han
Takehara Han (japanisch 武原 はん, Vorname eigentlich Yukiko; geboren 4. Februar 1903 in Tokushima; gestorben 5. Februar 1998) war eine japanische Tänzerin und Schriftstellerin.

## Leben und Werk
Takehara Han zog mit ihrer Familie 1914 von Tokushima nach Osaka und begann eine Ausbildung in der Tanzschule „Yamatoya Geigi gakkō“ (芸妓学校) unter Yamamura Chiyo (山村 千代) und erlernte dessen Tanzstil. Nach dem Abschluss machte sie sich als Geisha selbstständig. Im Alter von 28 Jahren ging sie nach Tokio und wurde in dem Restaurant Nadaman (灘万) Jungchefin (若女将, Waka-ōkami). Unterstützt von Bandō Mitsugoro VII. und von Fujima Kajūrō VI. konnte sie 1932 auf der von Yonagawa Fumiko (米川 文子) geleiteten Veranstaltung der „Studiengruppe zum Gesangstanz“ (地唄舞研究会, Jiuta-mai kenkyūkai) den Tanz „Yuki“ (雪) „Schnee“ aufführen, was großen Beifall fand. Ab 1939 beschäftigte sie sich unter der Anleitung von Takahama Kyoshi mit dem Verfassen von Stimmungsbildern und Haiku. 1940 bildete Takehara sich im Tanz unter Nishikawa Koisaburō II. weiter.
Nach dem Zweiten Weltkrieg eröffnete Takehara 1947, also im Alter von 44 Jahren, das Shimbashi-Tanztheater „Shimbashi Embujo“ (新橋演舞場) und veranstaltete ihr 1. Tanztreffen (第1回武原はん舞の会, Takehara Han mai no Kai). Mit ausgesuchten Inhalten, hervorragender tänzerischer Darbietung in einem sehr persönlichen Stil wurde sie die „Blume des Jiuta-mai (地唄舞)“ genannt. 1955 wurde sie Mitglied des Literatur-Magazins „Hototogisu“, wo sie „Han Kotobiki“  (はん寿), „Takehara Han Ichidai kushū“ (武原はん一代句集), die Essay-Sammlungen „O-Han“ (おはん), „Han Yōshū“ (はん葉集), die große Sammlung von Essaya, Haiku, Jahresalben u. a. als „Takehara Han Ichidai“ (武原はん一代) publizierte.
Takehara wurde mit vielen Preisen ausgezeichnet, darunter 1966 mit dem Förderpreis des Kultusministers (芸術選奨文部大臣賞, Geijutsu senshō Mobudaijin shō), 1972 mit dem Kikuchi-Kan-Preis. 1985 wurde sie Mitglied der Akademie der Künste, 1987 wurde sie als „Person mit besonderen kulturellen Verdiensten“ ausgezeichnet. 1989 wurde sie Ehrenbürgerin der Stadt Tokushima und von Tokio.
Mit 92 Jahren trat sie in dem von Daniel Schmid 1995 gedrehten Film Das geschriebene Gesicht (書かれた顔) über das Feminine in der Bühnenkunst Japans auf.